# Michael Becker (Radsportler)
Michael Becker (* 21. Juli 1945 in Berlin) ist ein ehemaliger deutscher Radrennfahrer und nationaler Meister im Radsport.

## Sportliche Laufbahn
Seit 1954 war Becker Radsportler, er wurde damals Mitglied im Verein RV Britz Neukölln. Zunächst war er Kunstradfahrer und gewann die Schülermeisterschaft im Einerkunstfahren von Berlin. 1962 fand er dann zum Rennsport, als er einen Lehrgang auf der Radrennbahn Schöneberg unter der Leitung von Hans Dasch besuchte. Im Anschluss daran trat er dem Verein BRC Zugvogel 1901 bei.
Becker hatte seine größten Erfolge in Zeitfahrwettbewerben. Erstmals trat er 1968 mit dem Sieg beim Rennen Rund um Dortmund in Erscheinung. 1968 folgte der Sieg im Großen Conti-Straßenpreis sowie ein Etappenerfolg bei der Internationalen Rheinland-Pfalz-Rundfahrt, der dritte Platz bei der deutschen Meisterschaft im Mannschaftszeitfahren und der dritte Rang beim Rennen Rund um Köln. Er startete zu dieser Zeit für den Verein BRC Zugvogel 1901. Ein Jahr später gewann er das traditionsreiche Rennen Rund in Berlin (West) und wurde Zweiter der Deutschen Meisterschaft im Zweier-Mannschaftsfahren mit Manfred Mücke als Partner. Die Serie seiner Meistertitel im Mannschaftszeitfahren begann 1970. 1972, 1974 und 1976 konnte er ebenfalls bei den Titelkämpfen die Goldmedaille gewinnen. In der Mannschaftsverfolgung auf der Bahn war er kaum weniger erfolgreich, von 1972 bis 1974 gewann er ebenfalls den Titel, zunächst mit dem Verein Berliner RC Grün-Weiß Derby 1921, dann ab 1974 mit Berliner RC Opel-Schüler 1921. 1975 gewann er erneut Rund in Berlin. In den Mannschaftswettbewerben gewann er bis 1977 regelmäßig weitere Medaillen bei den Meisterschaftsrennen. 1970 siegte er beim Veith-Pirelli-Straßenpreis auf dem Kurs in München, auf dem 1972 das olympische Straßenrennen ausgetragen wurde. Der Sieg hatte für ihn einen hohen Stellenwert, da zahlreiche Nationalmannschaften das Rennen nutzten, um den Kurs kennenzulernen. 1978 holte er zwei Etappensiege in der Niedersachsen-Rundfahrt. Er konnte das traditionelle Rollbergrennen in Berlin-Neukölln gewinnen, was auch sein letzter größerer Erfolg war.